# Ein Regenschirm für diesen Tag
Ein Regenschirm für diesen Tag ist ein Roman von Wilhelm Genazino, erschienen 2001 bei Carl Hanser in München.
Sein Autor wurde mit dem leisen Buch, das (nicht zuletzt dank der positiven Besprechung im Literarischen Quartett vom August 2001) zum Bestseller wurde, schlagartig einer größeren Öffentlichkeit bekannt, obwohl er, bereits sechzigjährig, schon auf einen langen Werdegang als Autor zurückblicken konnte.

## Inhalt
Als Probeläufer für die Luxushalbschuhe der ortsansässigen Schuhmanufaktur Weisshuhn ist der 46-jährige Ich-Erzähler viel in der Stadt unterwegs. Dabei trifft er immer wieder alte Freundinnen von früher und hat viel Zeit, Weltbetrachtungen anzustellen. Seine Freundin hat ihn verlassen, sein Honorar wird drastisch gekürzt, und er befürchtet, verrückt zu werden. Im Verlauf der Handlung findet er eine neue Freundin und neue Verdienstmöglichkeiten und stabilisiert sich psychisch, was sich in der absehbaren Bereitschaft ausdrückt, sein Leben doch noch selbst „genehmigen“ zu können (ein immer wiederkehrendes Motiv in seinem inneren Monolog).

## Rezensionen
Das Buch wurde von der zeitgenössischen Kritik einhellig positiv aufgenommen. Anita Pollak vom Wiener Kurier urteilte über das Werk: „Altmodisch gekonnt porträtiert Genazino diese skurrile Existenz. Leise ironisch, ohne Larmoyanz, ohne Angst, altmodische Gefühle wie Melancholie zu beschreiben, ohne Angst vor der Langsamkeit, vor der Langeweile. Mit Action, mit Tempo hat dieser brillante Erzähler nichts am Schuh. Dass sich dieses stille Buch viel verkauft, gehört zu den kleinen Wundern des lauten Marktes“.

## Weblink
- Zusammenfassung der Rezensionen auf Perlentaucher.de